# Selberg-Delange-Methode
Die Selberg-Delange-Methode ist eine Technik aus der analytischen Zahlentheorie. Sie dient dazu, die mittlere Ordnung einer zahlentheoretischen Funktion zu bestimmen. Sie ist nach Atle Selberg und Hubert Delange benannt.

## Die KlassenTundP
Seien {\displaystyle z\in \mathbb {C} ,c_{0}>0,0<\delta \leq 1,M>0.} Ist nun {\displaystyle \textstyle F(s)=\sum a(n)/n^{s}} eine Dirichlet-Reihe mit Konvergenzhalbebene {\displaystyle \operatorname {Re} (s)>1}, so gehört diese zur Klasse {\displaystyle P(z;c_{0},\delta ,M)}, falls die Dirichlet-Reihe
{\displaystyle G(s;z):=F(s)\zeta (s)^{-z}}
eine auf dem ganzen Gebiet {\displaystyle \left\{\operatorname {Re} (s)>1-{\tfrac {c_{0}}{1+\max\{0,\log(|\operatorname {Im} (s)|)\}}}\right\}} holomorphe Funktion darstellt und dort außerdem der Ungleichung
{\displaystyle |G(s;z)|\leq M(1+|\operatorname {Im} (s)|)^{1-\delta }}
genügt. Hierbei bezeichnet {\displaystyle \zeta (s)} die Riemannsche Zeta-Funktion. Existiert nun eine Folge {\displaystyle b(n)} mit {\displaystyle |a(n)|\leq b(n)} und die Reihe {\displaystyle \textstyle \sum b(n)/n^{s}} gehört zur Klasse {\displaystyle P(w;c_{0},\delta ,M)}, so liegt {\displaystyle F(s)} per Definition sogar in der Klasse {\displaystyle T(z,w;c_{0},\delta ,M).} Dann lässt sich die folgende modifizierte Funktion im Ursprung lokal als Taylor-Reihe schreiben:
{\displaystyle {\frac {s^{z}F(s+1)}{s+1}}=\sum _{k=0}^{\infty }\mu _{k}(z)s^{k},\quad |s|<\min\{c_{0},1\}.}

## Aussage
Liegt {\displaystyle F(s)} in der Klasse {\displaystyle T(z,w;c_{0},\delta ,M)}, so gilt bereits für {\displaystyle x\geq 3,N\geq 0,A>0,|z|,|w|\leq A}:
{\displaystyle \sum _{n\leq x}a(n)=x(\log x)^{z-1}\left(\sum _{0\leq k\leq N}{\frac {\mu _{k}(z)}{\Gamma (z-k)(\log(x))^{k}}}+O\left(M\left(\mathrm {e} ^{-c_{1}{\sqrt {\log(x)}}}+\left({\frac {c_{2}N+1}{\log(x)}}\right)^{N+1}\right)\right)\right).}
Hierbei hängen die positiven Konstanten {\displaystyle c_{1},c_{2}} und die implizite Konstante im Landau-Symbol höchstens von der Wahl von {\displaystyle c_{0},\delta } und {\displaystyle A} ab. Ein wichtiger Spezialfall ist {\displaystyle z\in \mathbb {Z} }. Dann folgt {\displaystyle 1/\Gamma (z-k)=0}, wann immer {\displaystyle k\geq z} gilt. Dies ermöglicht es, {\displaystyle N} so zu wählen, dass der Fehlerterm minimiert wird. Etwa erreicht man mit der Wahl von {\displaystyle N:=\lfloor \log(x)/\mathrm {e} c_{2}\rfloor } die Aussage
{\displaystyle \sum _{n\leq x}a(n)=x(\log(x))^{z-1}\left(\sum _{0\leq k\leq z-1}{\frac {\mu _{k}(z)}{\Gamma (z-k)(\log(x))^{k}}}+O\left(M\mathrm {e} ^{-c_{1}{\sqrt {\log(x)}}}\right)\right).}

## Vor- und Nachteile
Vorteile der Selberg-Delange-Methode sind die recht explizite Angabe eines Fehlerterms sowie die fehlende Notwendigkeit, dass die {\displaystyle a(n)} stets nicht-negativ sein müssen. Jedoch kann die geforderte vertikale Abschätzung (die nicht weggelassen werden kann!) eine Hürde darstellen. Werden also weniger detaillierte Angaben über die mittlere Ordnung gebraucht, kann man auch auf Taubersätze zurückgreifen, die bereits unter deutlich schwächeren Annahmen gelten, jedoch keine Abschätzung der Fehlerterme zulassen.